# Nordhouse
Nordhouse je občina v departmaju Bas-Rhin francoske regije Alzacija.
Leta 1990 je v občini živelo 1 333 oseb oz. 121 oseb/km².